# Vandtårnet på Terp Skovvej
Vandtårnet på Terp Skovvej er et tidligere vandtårn beliggende i Aarhus-bydelen Viby og opført i 1926. Tårnet er ottekantet og opført i røde teglsten. Dets vandtank kan rumme 100 m3 vand. I 1979 blev det taget ud af driften, men først i 1987 solgte kommunen det. Det er siden 1992 yderligere blevet solgt tre gange for mellem 5 og 125 tusind kroner.